# Dolmen von Mané-Kervilor

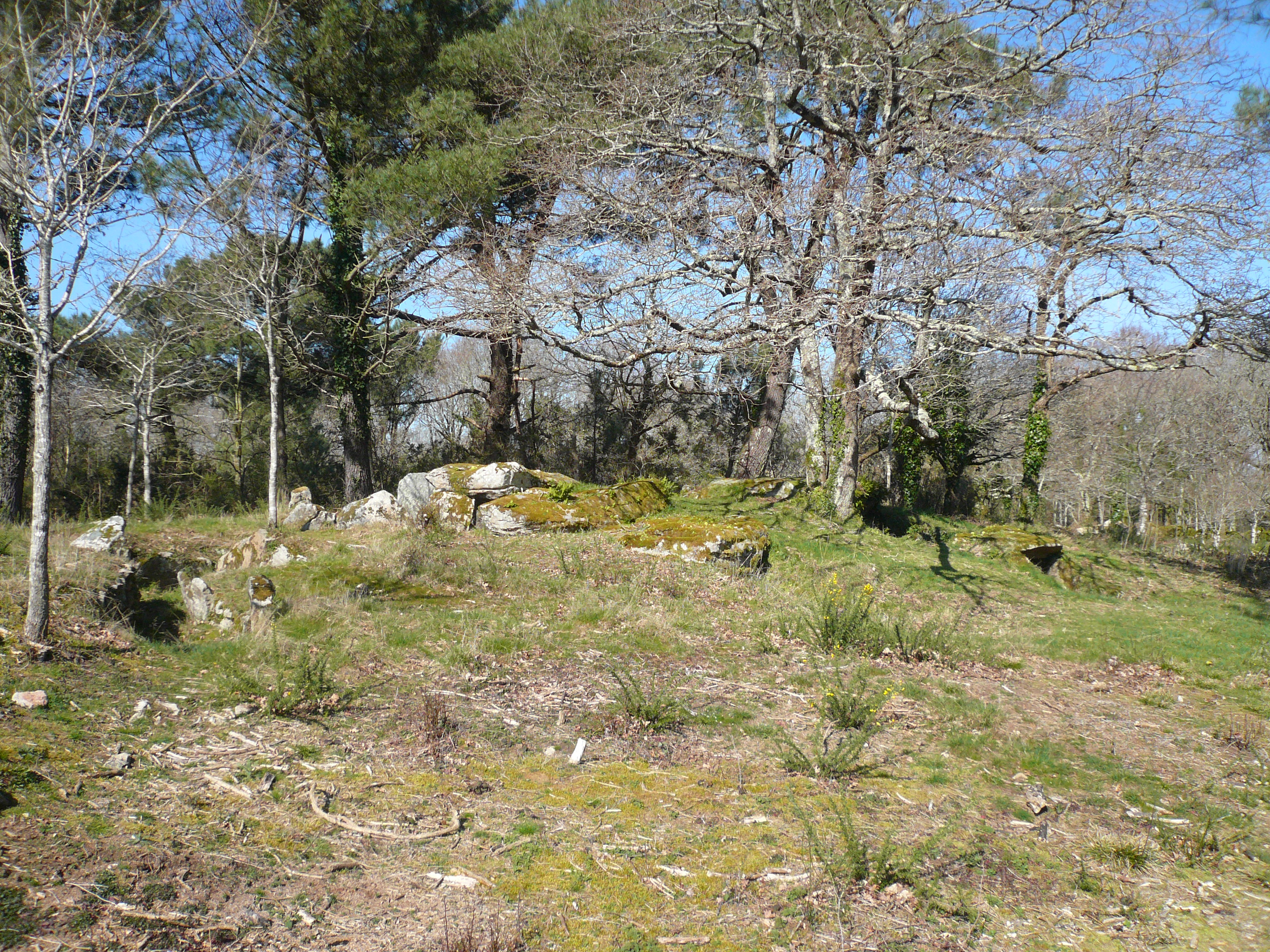
Dolmen von Mané-Kervilor

Die drei Dolmen von Mané-Kervilor (auch Dolmen von Mané-Bras genannt) sind Dolmen in den Überresten eines Cairns in einem Wald nördlich des Weilers Kermarquer und etwa 250 Meter südwestlich des Weilers Kervilor, nördlich von La Trinité-sur-Mer im Département Morbihan in der Bretagne in Frankreich. Dolmen ist in Frankreich der Oberbegriff für neolithische Megalithanlagen aller Art (siehe: französische Nomenklatur).

## Beschreibung
Im ursprünglich ovalen Steinhügel aus der Jungsteinzeit sind drei Galeriedolmen (Allée couverte oder Dolmen à couloir) zu erkennen.
- Dolmen 1 im Westen hat seine Deckplatten nicht mehr. Der etwa sechs Meter lange Gang führt in eine ovale Kammer von etwa vier auf drei Meter.
- Dolmen 2 in der Mitte hat noch drei Decksteine, zwei über dem Gang, der dritte bildet einen Teil der Decke der Kammer.
- Der dritte Dolmen, im Osten, hat noch zwei Decksteine, einen über dem etwa vier Meter langen Gang, den anderen über der Kammer. Die Kammer misst etwa drei auf drei Meter.

Dolmen von Mané-Kervilor
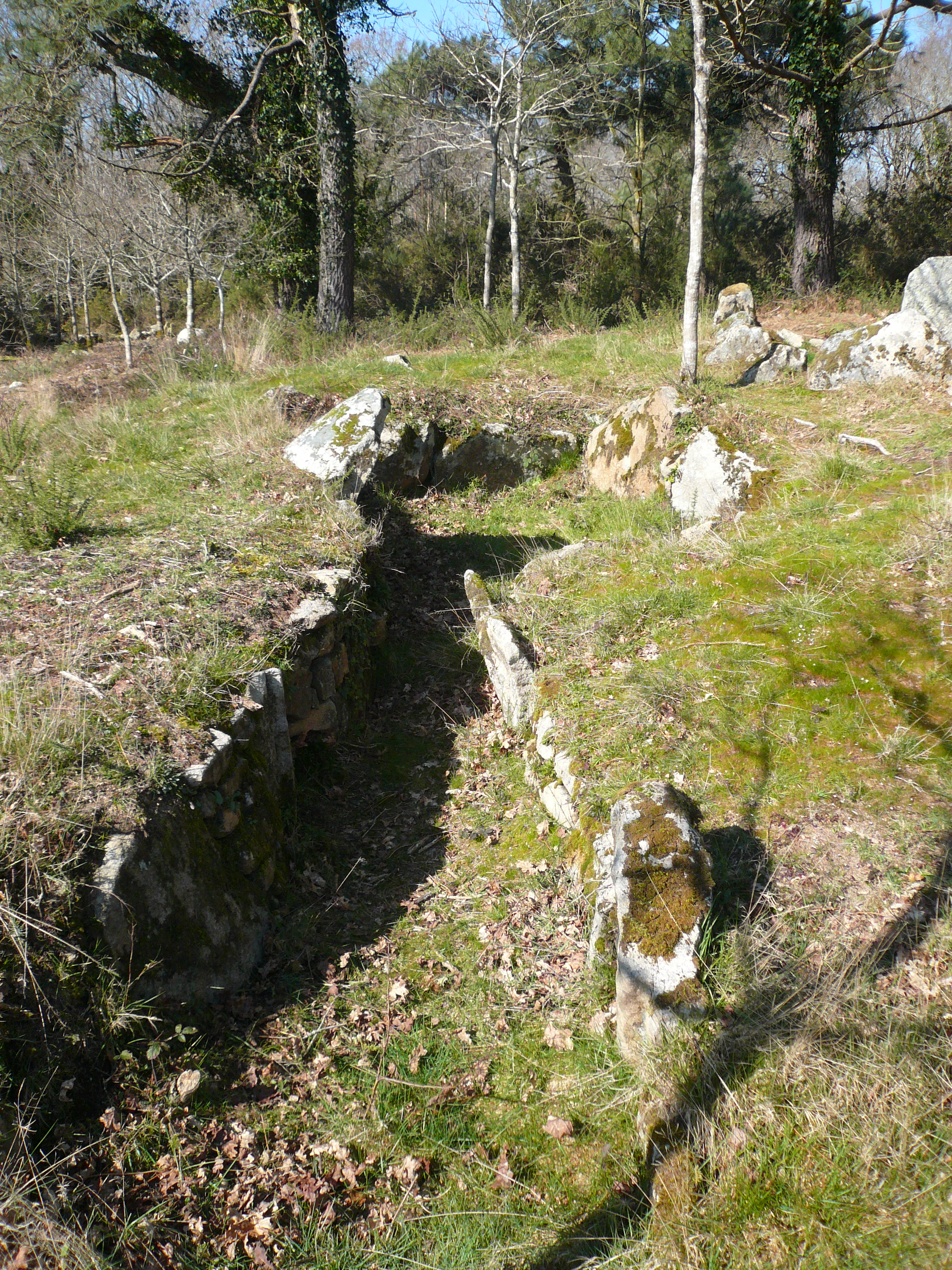
Dolmen 1
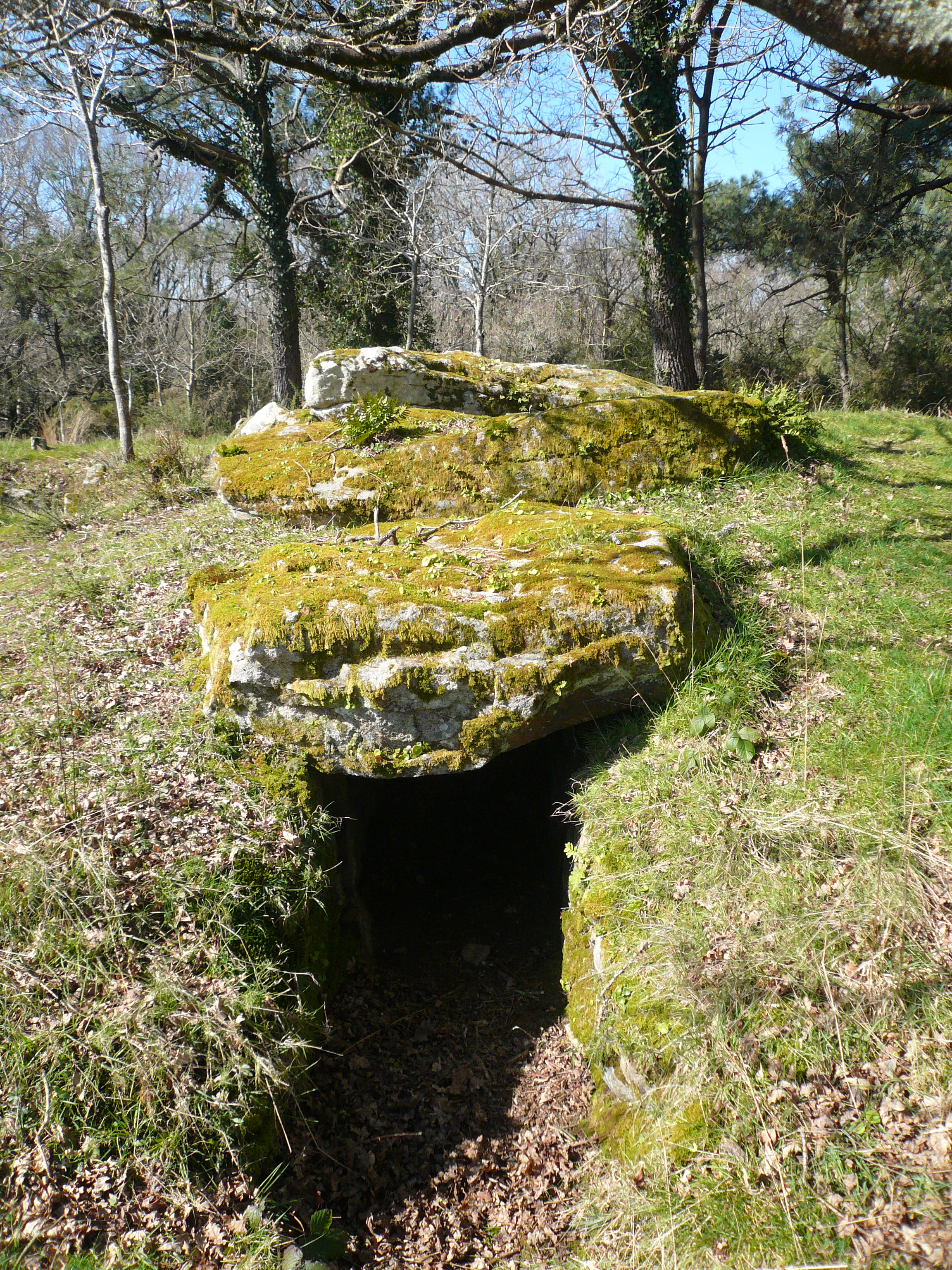
Dolmen 2 Gang
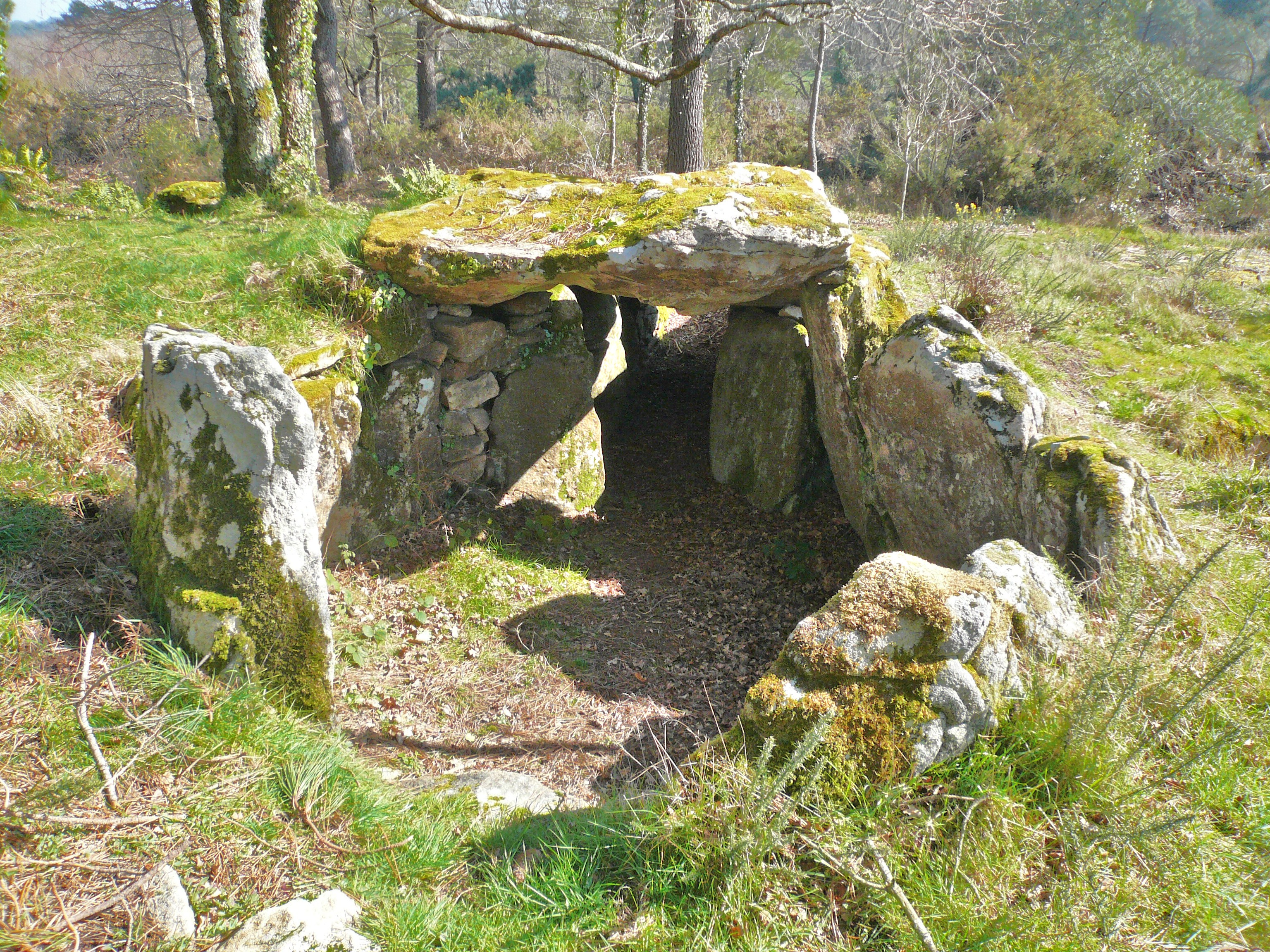
Dolmen 2 Kammer
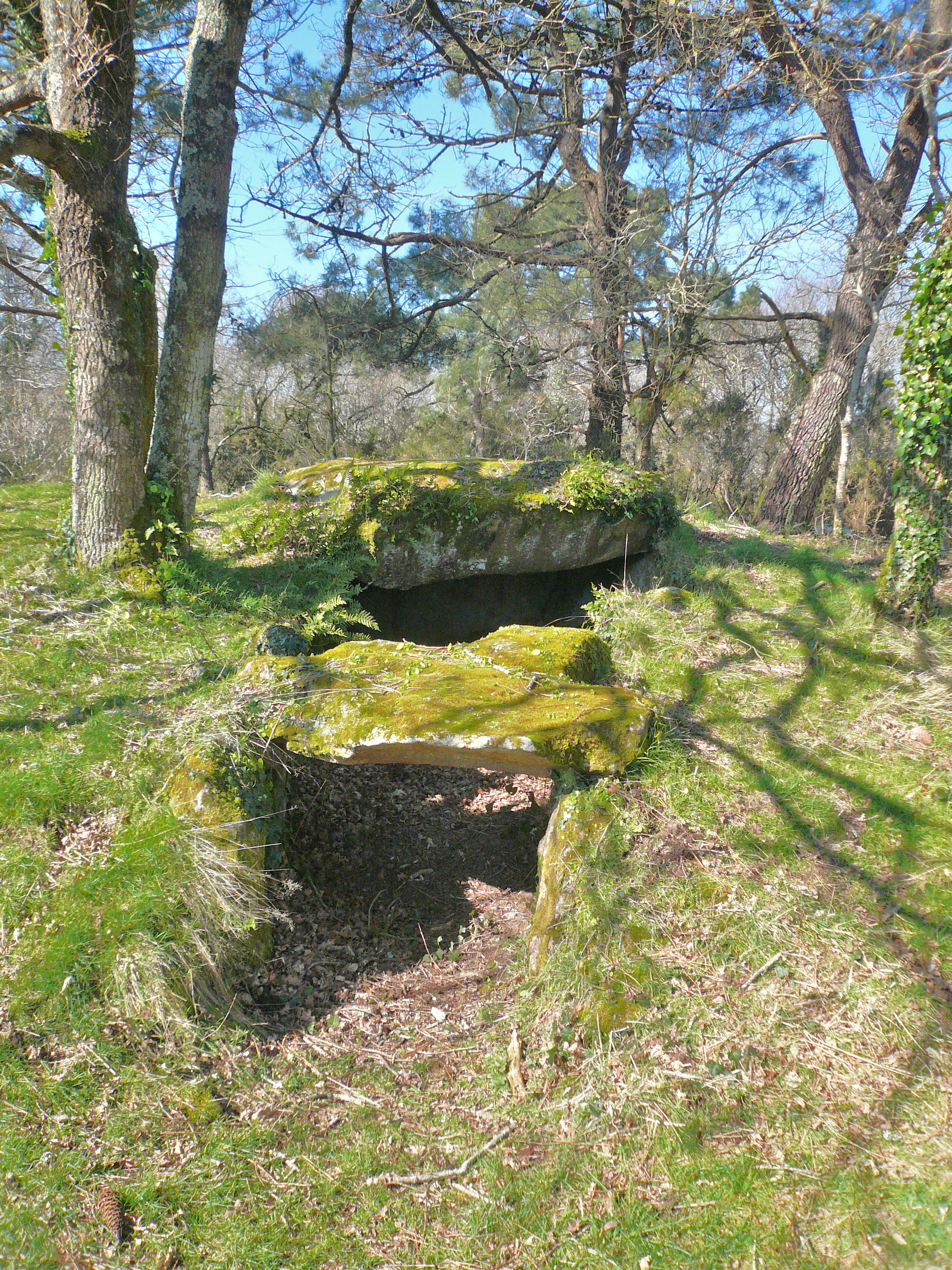
Dolmen 3

Die Dolmen wurden 1927 als Monument historique klassifiziert.
In einer Entfernung bis zu einem Kilometer liegen die Quéric La Lande, Mané Rohr (Kerdro-Vihan), Kermarquer und die Allée couverte Mané-Roullarde.